# مدادی (نورشناسی)

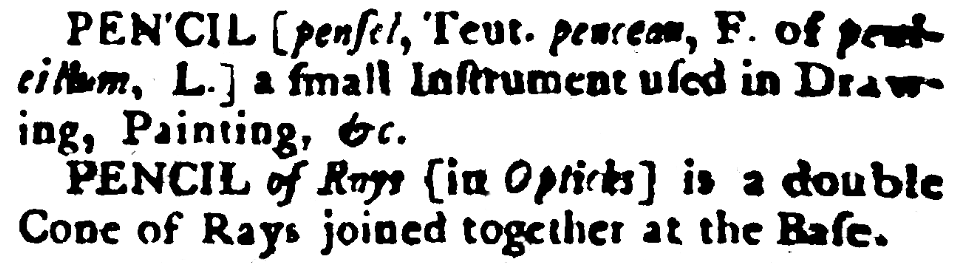
در سال ۱۶۷۵، مدادی به عنوان یک مخروط دوتایی پرتوها، از یک نقطه شیی، از طریق لنز، به یک نقطه تصویر تعبیر شد.

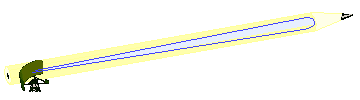
یک رادار پرتو-مدادی

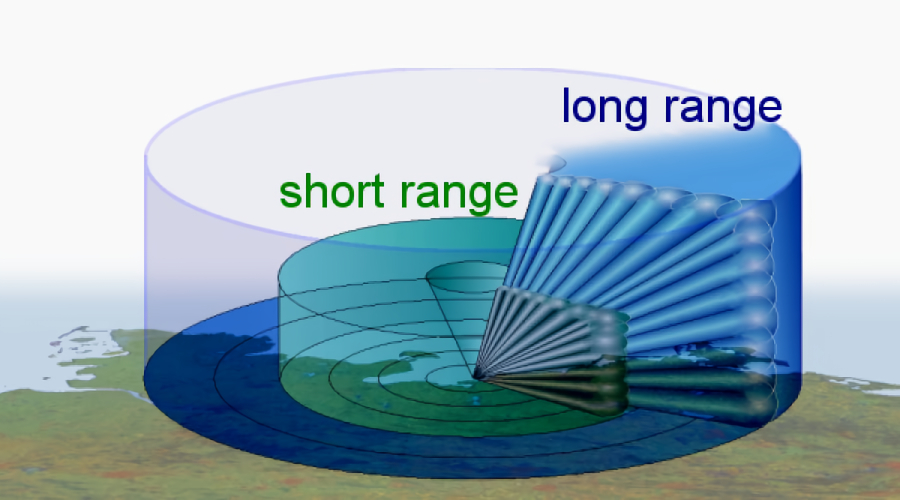
یک رادار پرتو-مدادی

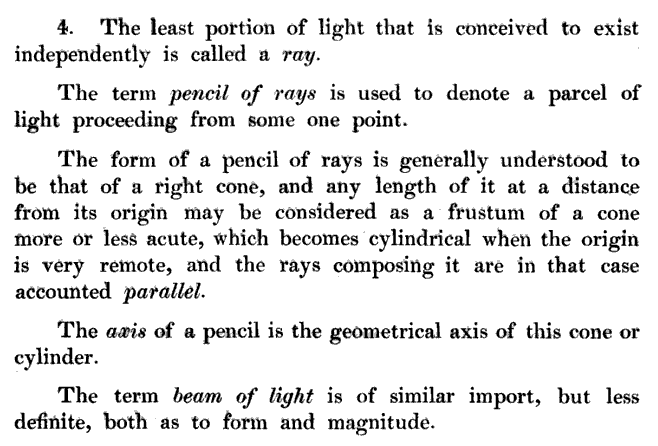
تعاریف پرتو، مدادی و باریکه‌ای در سامانه نوری ۱۸۲۹ هنری کدینگتون، بخش ۱

در نورشناسی، مدادی یا پرتوی مدادی یک ساختار هندسی است که برای توصیف باریکه یا بخشی از باریکهٔ تابش الکترومغناطیسی یا ذرات باردار، به‌طور معمول به شکل مخروط یا استوانه باریک، استفاده می‌شود.
آنتن‌هایی که به شدت در سمت و افرازش دسته‌بندی می‌شوند اغلب به عنوان آنتن‌های «پرتو-مدادی» توصیف می‌شوند. به عنوان مثال، یک آنتن آرایه فازی می‌تواند پرتویی را ارسال کند که بسیار نازک است. از چنین آنتن‌هایی برای ردیابی رادار استفاده می‌شود. برای جزئیات بیشتر به شکل‌دهی‌پرتو مراجعه کنید.
در نورشناسی، کنش تمرکز عدسی بیشتر بر اساس پرتوهای مدادی توصیف می‌شود. علاوه بر مدادیِ مخروطی و استوانه‌ای، نورشناسی با مدادی تاری نامتقارن نیز سر و کار دارد.
در نورشناسی الکترونی، میکروسکوپ‌های الکترونی جاروبی از پرتوهای مدادی باریک برای دستیابی به عمق میدان عمیق استفاده می‌کنند.
پرتوهای یونیزان مورد استفاده در پرتودرمانی، چه فوتون و چه ذرات باردار، مانند پروتون‌درمانی و دستگاه الکترون درمانی، گاهی از طریق استفاده از جاروب‌کردن پرتو مدادی تحویل می‌شوند.
در تصویربرداری پرتوی-ایکس پراکنش‌برگشتی از تابش پرتو-ایکس مدادی از جاروب روی یک شیی استفاده می‌شود تا تصویری از تابش پراکندگی-کامپتون ایجاد شود.